# 韋夫拉河

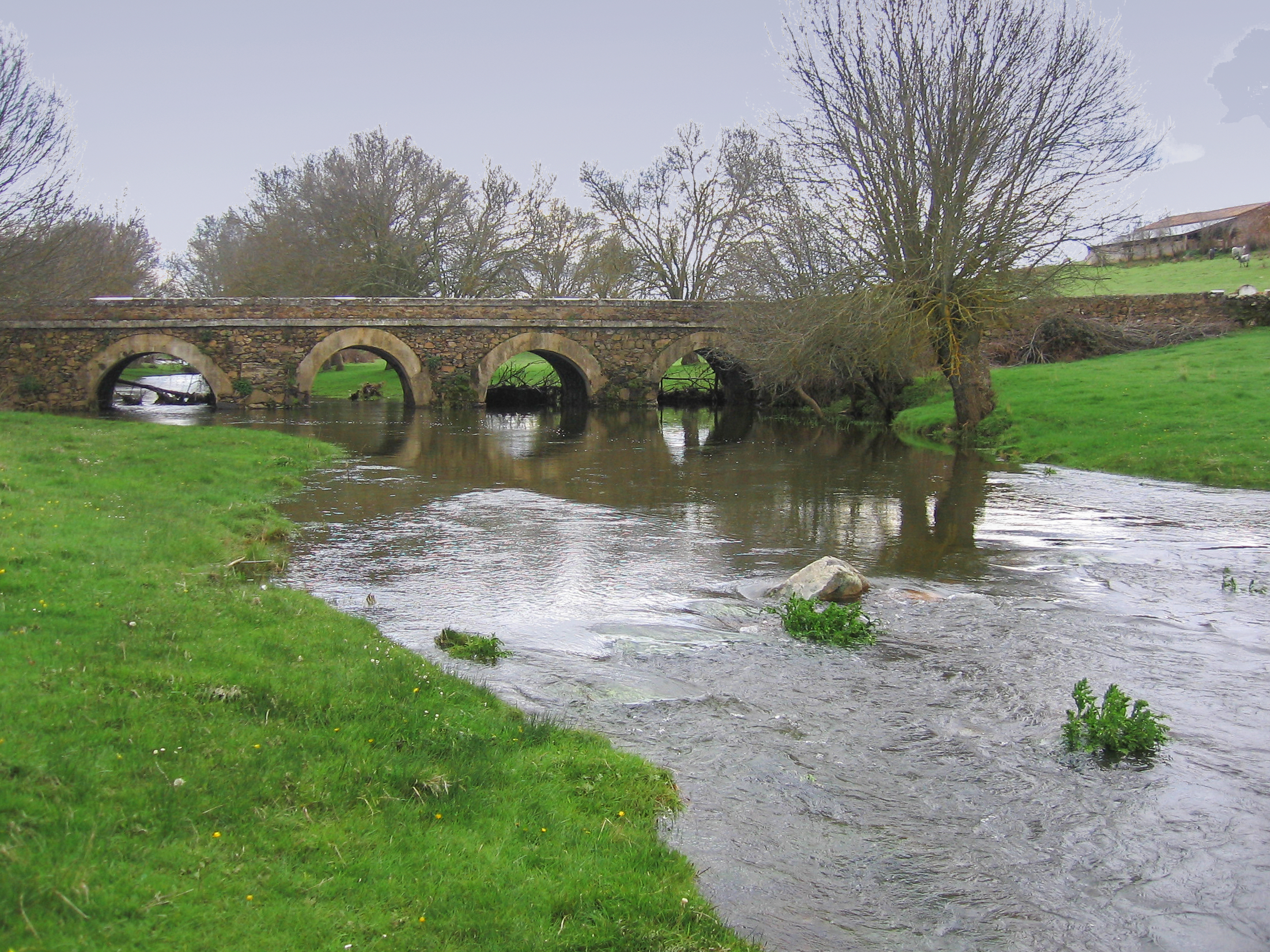
韋夫拉河

韋夫拉河（Río Huebra）是西班牙的河流，河道全長122.5公里，流域面積2,881平方公里，平均流量每秒307立方米，發源自埃斯庫里亞爾德拉謝拉，最終注入斗羅河。
41°02′06″N 6°48′29″W / 41.035°N 6.808°W